# Гонщик (фільм)
«Гонщик» (англ. Driven) — спортивна драма 2001 року.

## Сюжет
Джиммі Блай — молодий гонщик, який став лідером чемпіонату, перемігши п'ять разів поспіль. Дивлячись на це, торішній чемпіон на ім'я Бо Бранденберг приходить до висновку, що повинен звинувачувати у своїх невдачах власну ж неможливість зосередитися і поглиненість взаємовідносинами з Софією, своєю дівчиною. Розлучившись з нею, Бранденберг покращує свої результати і виривається вперед. Бачачи, що успіхи Джиммі сходять нанівець, керівник його команди на ім'я Карл Генрі вирішує поставити в команду з Блаєм нового напарника — колишнього гонщика на ім'я Джо Танто, який допоможе йому краще проходити трасу. Дізнавшись про розставання Бранденберга з Софією, Джиммі намагається збудити в супернику ревнощі і завести відносини з дівчиною. Подальші виступи Джиммі на чемпіонаті супроводжуються численними труднощами. Йому доводиться працювати з різними напарниками, намагаючись при цьому не втратити зосередженість і не втратити перемогу, за якою не менш цілеспрямовано женеться Бранденберг.

## У ролях
- Сільвестр Сталлоне — Джо Танто
- Берт Рейнолдс — Карл Генрі
- Кіп Пардью — Джиммі Блай
- Стейсі Едвардс — Лукреція Клан
- Тіль Швайгер — Бо Бранденберг
- Джина Гершон — Кеті Егі
- Естелла Воррен — Софія Сімоне
- Крістіан де ла Фуенте — Мемо Егі
- Брент Бріско — Крашер
- Роберт Шон Леонард — Демілль Блай
- Верона Пут — Ніна
- Ясмін Вагнер — Інгрід